# Гіла Альмагор
Гіла Альмагор (івр. גילה אלמגור; нар. 22 липня 1939, Петах-Тіква) — ізраїльська актриса театру і кіно, письменниця, сценаристка, продюсерка. Ім'я при народженні: Гіла Александрович.

## Біографія
Гіла Альмагор народилася в Петах-Тікві, в Британській Палестині в родині репатріанта з Німеччини Макса Александровича через чотири місяці після того, як її батько загинув від руки арабського снайпера, працюючи поліцейським у Хайфі. Її мати, Генья, виховувала дочку сама, і до того часу, як Гілі виповнилося 14, у неї діагностували психічне захворювання на ґрунті того, що всі її родичі в Німеччині загинули під час Голокосту. В 1954 році її матір госпіталізували, а Гілу відправили в інтернат у поселенні Хадасим.
Через два роки Гіла перебралася у Тель-Авів, де знімала квартиру біля театру Габіма і відвідувала акторську школу. Її прийняли незважаючи на занадто юний вік. У віці 17 років Гіла Альмагор почала грати в театрі Габіма, після того, як вдало склала вступний іспит. Перший її спектакль називався «Шкіра наших зубів». У 1960 році знялася у своєму першому художньому фільмі, який називався «Гарячі піски». У 1963 році виїхала до Сполучених Штатів Америки навчатися в Інституті театру і кіно Лі Страсберга. Одночасно вивчала акторську майстерність в Ути Гаген у студії HB і сучасний балет у Анни Соколової. У 1965 році повернулася в Ізраїль і почала грати в театрі «Камері». Через рік пішла з театру, стала співпрацювати з багатьма театрами країни. Написала дві автобіографічні книги, обидві були екранізовані, в обох Гіла Альмагор зіграла власну матір.
Одружена з Яаковом Агмоном, колишнім директором Габіми. Має двох дітей.

## Творчість
Гіла Альмагор зіграла головні ролі у багатьох спектаклях, знялася в більш ніж сорока фільмах, більшість з яких ізраїльські. Серед великих ранніх досягнень — головні ролі у фільмах «Королева дороги», «Життя за Агфе», «Будинок на вулиці Шлуш». Знялася у фільмі Стівена Спілберга «Мюнхен», де грала матір Авнера. Фільм «Під тутовим деревом», в якому вона не тільки грала, але й брала участь у створенні фільму, представляв Ізраїль на Канському фестивалі і демонструвався на багатьох фестивалях світу. Знялася в ізраїльському фільмі 2007 року «Борг» (ахов), на його основі згодом був знятий фільм «Розплата» Джона Меддена.

## Нагороди
Гіла Альмагор вже отримала близько 50 нагород.
Здобула 10 нагород Кінор Давид за роботу в театрі і кіно.
В 1993 році була членом журі 18-го Московського кінофестивалю. У 1996 році була членом журі 46-го міжнародного кінофестивалю.
У 1990 році була обрана актрисою десятиліття газетою «Єдіот Ахронот» та інститутом кіно Ізраїлю.
У 2004 році Гіла Альмагор нагороджена Державною Премією Ізраїлю в галузі кіно.
У 2009 році Університет імені Бен-Гуріона і Тель-Авівський університет обрали її почесним доктором.